# Rafael Orozco, el ídolo
Rafael Orozco, el ídolo (no Brasil Rafael Orozco, o ídolo) é uma telenovela colombiana produzida e exibida pela Caracol Televisión entre 20 de novembro de 2012 e 1° de abril de 2013 em 90 capítulos.
Foi baseada em alguns momentos da vida do falecido cantor de vallenato, Rafael Orozco Maestre.
Foi protagonizada por Alejandro Palácio e Taliana Vargas, junto às participações antagônicas de Maritza Rodríguez e Mario Espitia.
Foi disponibilizada pela Prime Vídeo em 90 capítulos e sem classificação indicativa definida.

## Sinopse
A telenovela é ambientada entre os anos de 1970 e 1992.
"Rafa", como era conhecido, estava destinado a ser dessas pessoas que nunca são esquecidas. Desde pequeno teve um talento especial para a música vallenata, mas ademais possuía um encanto que o fazia irresistível para às mulheres. Mas Clara Cabelo diferia de todas as outras, por isso, desde o primeiro dia em que a conheceu, ele ficou enfeitiçado com o seu sorriso, suas palavras e os seus olhos. E ainda que muitos iam interpor-se no caminho para poder conquistar seu coração, ele sabia que esse amor faria imortais suas canções, pelo que não tinha a menor dúvida de que ela estaria por sempre a seu lado em seu caminho ao sucesso.
Mas infelizmente na noite do 11 de junho de 1992, a sua voz foi silenciada para sempre. Nove balas foram o suficiente para acabar com a vida desse homem que emocionou ao mundo através de suas canções. Por que mataram? Quem o matou? Esta é a pergunta que todos se fazem.

## Produção
A telenovela foi gravada em Barranquilla, Bogotá, Valledupar, Baranoa, Bucaramanga e Villanueva. Foi protagonizada pelo cantor Alejandro Palácio como Rafael Orozco e a miss universo Taliana Vargas como Clara Elena Cabelo de Orozco, quem foi a colega sentimental do cantor; de igual forma contou com a participação dos atores Mario Espitia, como o perverso Teto Tello, Maritza Rodríguez, Andrés Villa, Alberto Pujol, Víctor Navarro e, em seu debut, Rafael Santos Díaz como Diomedes Díaz (seu pai na vida real).
Rafael Orozco, el ídolo recriou através de uma história fictícia a vida, obra e morte de Rafael Orozco. Os personagens e situações foram criações dos roteristas com fins de entretenimento. Algumas cenas e nomes são reais.

## Elenco
| Ator/Atriz              | Personagem                                                             |
| ----------------------- | ---------------------------------------------------------------------- |
| Alejandro Palácio       | Rafael Orozco Maestre                                                  |
| Taliana Vargas          | Clara Cabello Sarmiento                                                |
| Maritza Rodríguez       | Martha Mónica Camargo María Angélica Navarro (na vida real)            |
| Mario Espitia           | Ernesto "Teto" Tello José Reinaldo Fiallo Jácome "Nano" (na vida real) |
| Ángela Vergara          | Mariela de Cabello                                                     |
| Alberto Pujol           | Jacinto Cabello                                                        |
| Sergio Borrero          | Mario                                                                  |
| Myriam de Lourdes       | Cristina Maestre de Orozco                                             |
| Rafael Camerano         | Rafael Orozco Fernández                                                |
| Gabriela Ávila          | Betty Cabello                                                          |
| Martín Armenta          | Jeremías Orozco                                                        |
| Camila Zárate           | Luisa                                                                  |
| Peter Cárdenas          | Misael Orozco                                                          |
| Camilo Carvajal         | Julián Orozco                                                          |
| María Teresa Carrasco   | Myriam Cabello                                                         |
| Freddy Flórez           | Hernán Murgas                                                          |
| Cristina García         | Ninfa                                                                  |
| Rafael Ricardo          | Compai Chipuco                                                         |
| Víctor Navarro          | Luciano Poveda                                                         |
| Éibar Gutiérrez         | Egidio Oviedo - Emilio Oviedo (na vida real)                           |
| Rafael Santos Díaz      | Diomedes Díaz                                                          |
| Aco Pérez               | Daniel Parodi Virgilio Antonio Barreira Contreras (na vida real)       |
| Mauricio Castillo       | Bassist                                                                |
| Rosalba Goenaga         | Doña Nena                                                              |
| Carlos Andrés Villa     | Israel Romero                                                          |
| Alejandro López         | Alfredo Mauricio Benedetti (na vida real)                              |
| Eduardo Chavarro        | El juez Villazón                                                       |
| Alberto Borja           | Jefe de Mariela                                                        |
| Mauricio Cújar          | Chepe Pinto                                                            |
| Kleiron Romero          | Fino Marcos Orozco (na vida real)                                      |
| Luis Fernando Bohórquez | Alvaro Arango Gerente artístico de Codiscos                            |
| Laura Londoño           | Silvia Duque                                                           |
| Jairo Camargo           | Dr. Duque                                                              |
| Juan Pablo Posada       | Alberto Santamaría                                                     |
| Liliana Escobar         | La profe Doni                                                          |
| José Sedek              | Roberto Mancini                                                        |
| Felipe Galofre          | Jaime Camargo Jr. "Gomoso" - Jorge Camargo Oigastri (na vida real)     |
| Félix Antequera         | Jaime Camargo (na vida real)                                           |
| Héctor Alfonso Rojas    |                                                                        |
| Carlos Vergara Montiel  | Fabio Lopera - Fabio Poveda Márquez (na vida real)                     |
| Xilena Aycardi          | Luz Marina Ruiz (na vida real)                                         |
| María Laura Quintero    | Valerie Camargo                                                        |
| Rita Bendeck            | Carlota                                                                |
| Heriberto Sandoval      | Jorge Barón                                                            |
| Daniela Tapia           | Chila                                                                  |
| María Lara              | Choli                                                                  |
| Martha Isabel Bolaños   | Vivian La Vecina                                                       |
| Luis Fernando Múnera    | Alfonso López Michelsen                                                |
| Liesel Potdevin         | La Generala "La Cacica"                                                |
| Ismael Bairros          | McKay                                                                  |
| Caterin Escobar         | Coraima Ruiz                                                           |
| George Slebi            | Sergio                                                                 |
| Orlando Valenzuela      | "Quique Sierra"                                                        |
| Luis Fernando Montoya   | Advogado Soto                                                          |
| Adriana Bottina         | Adriana "La copetona"                                                  |
| Tim Jassen              | Gringo                                                                 |
| Luigi Aycardi           | Julio Martelo                                                          |
| Paolo Ragone            | Reginaldo Breakheart - Julio Comezaña (na vida real)                   |
| Antonio Dei Conza       | Dr. Edgardo Pupo                                                       |
| Fernanda Calderon       | Dra Esperanza Gomez                                                    |
| Maria Celeste Salazar   | Sobrina                                                                |
| Gastón Velandia         | Sacerdote                                                              |
| David Cantor            | Jota Mario                                                             |
| Zair Montes             | Paty                                                                   |
| Andrea Otalvaro         | Nidia                                                                  |
| Carlos Velázquez        | Advogado Rebolledo                                                     |
| Andrea Ribelles         | Olga                                                                   |
| Hada Vanessa            | Rita                                                                   |
| Amira Sarquís           | Enfermeira                                                             |
| Andrea Velásquez        | Natalia                                                                |

## Exibição

### Colômbia
Foi exibida originalmente pela Caracol Televisión entre 20 de novembro de 2012 e 1° de abril de 2013 em 90 capítulos.
Foi reprisada pela primeira vez pela sua emissora original entre 02 de julho de 2020 e 06 outubro de 2020 com 90 capítulos, substituindo La Venganza de Analía e sendo substituída por Pedro, el escamoso. A reprise foi exibida devido à paralisação das atividades durante a pandemia de COVID-19.

## Prêmios e indicações

### Prêmios Índia Catalina
| Edição                                              | Categoria                                        | Nominado                            | Resultado | Ref.          |
| --------------------------------------------------- | ------------------------------------------------ | ----------------------------------- | --------- | ------------- |
| XXIX Prêmios Índia Catalina 23 de fevereiro de 2013 | Melhor telenovela                                | Melhor telenovela                   | Venceu    | [ 11 ] [ 12 ] |
| XXIX Prêmios Índia Catalina 23 de fevereiro de 2013 | Melhor ator protagónico de telenovela            | Alejandro Palácio                   | Indicado  | [ 11 ] [ 12 ] |
| XXIX Prêmios Índia Catalina 23 de fevereiro de 2013 | Melhor atriz protagónica de telenovela           | Taliana Vargas                      | Indicado  | [ 11 ] [ 12 ] |
| XXIX Prêmios Índia Catalina 23 de fevereiro de 2013 | Melhor ator antagónico                           | Mario Espitia                       | Indicado  | [ 11 ] [ 12 ] |
| XXIX Prêmios Índia Catalina 23 de fevereiro de 2013 | Melhor atriz antagónica                          | Laura Londoño                       | Indicado  | [ 11 ] [ 12 ] |
| XXIX Prêmios Índia Catalina 23 de fevereiro de 2013 | Ator ou atriz revelação do ano                   | Rafael Santos                       | Indicado  | [ 11 ] [ 12 ] |
| XXIX Prêmios Índia Catalina 23 de fevereiro de 2013 | Melhor diretor de telenovela                     | Andrés Marroquín, Unai Amuchastegui | Venceu    | [ 11 ] [ 12 ] |
| XXIX Prêmios Índia Catalina 23 de fevereiro de 2013 | Melhor trilha sonora de telenovela               | Carlos Agüera                       | Venceu    | [ 11 ] [ 12 ] |
| XXIX Prêmios Índia Catalina 23 de fevereiro de 2013 | Melhor edição de telenovela                      | Jairo Hernán Franco                 | Indicado  | [ 11 ] [ 12 ] |
| XXIX Prêmios Índia Catalina 23 de fevereiro de 2013 | Melhor arte de telenovela                        | Diego Guarnizo, Germán Lizarralde   | Venceu    | [ 11 ] [ 12 ] |
| XXIX Prêmios Índia Catalina 23 de fevereiro de 2013 | Melhor fotografia de telenovela                  | Juan Carlos Morelo, Diego Forero    | Venceu    | [ 11 ] [ 12 ] |
| XXIX Prêmios Índia Catalina 23 de fevereiro de 2013 | Melhor história e roteiro original de telenovela | Arleth Castillo                     | Venceu    | [ 11 ] [ 12 ] |

### Prêmios TVyNovelas
| Edição                                                | Categoria                                               | Nominado                            | Resultado | Ref.          |
| ----------------------------------------------------- | ------------------------------------------------------- | ----------------------------------- | --------- | ------------- |
| XXII Prêmios TVyNovelas (Colômbia)13 de abril de 2013 | Telenovela favorita                                     | Telenovela favorita                 | Venceu    | [ 13 ] [ 14 ] |
| XXII Prêmios TVyNovelas (Colômbia)13 de abril de 2013 | Atriz protagónica de telenovela favorita                | Taliana Vargas                      | Venceu    | [ 13 ] [ 14 ] |
| XXII Prêmios TVyNovelas (Colômbia)13 de abril de 2013 | Ator protagónico de telenovela favorito                 | Alejandro Palácio                   | Venceu    | [ 13 ] [ 14 ] |
| XXII Prêmios TVyNovelas (Colômbia)13 de abril de 2013 | Ator antagónico de telenovela favorito                  | Mario Espitia                       | Venceu    | [ 13 ] [ 14 ] |
| XXII Prêmios TVyNovelas (Colômbia)13 de abril de 2013 | Atriz de partilha de telenovela favorita                | Myriam de Lourdes                   | Indicado  | [ 13 ] [ 14 ] |
| XXII Prêmios TVyNovelas (Colômbia)13 de abril de 2013 | Ator de partilha de telenovela favorita                 | Alberto Pujol                       | Indicado  | [ 13 ] [ 14 ] |
| XXII Prêmios TVyNovelas (Colômbia)13 de abril de 2013 | Atriz ou ator revelação de telenovela ou série favorito | Gabriela Ávila                      | Indicado  | [ 13 ] [ 14 ] |
| XXII Prêmios TVyNovelas (Colômbia)13 de abril de 2013 | Atriz ou ator revelação de telenovela ou série favorito | Rafael Santos Díaz                  | Indicado  | [ 13 ] [ 14 ] |
| XXII Prêmios TVyNovelas (Colômbia)13 de abril de 2013 | Diretor de telenovela ou série favorito                 | Andrés Marroquín, Unai Amuchástegui | Venceu    | [ 13 ] [ 14 ] |
| XXII Prêmios TVyNovelas (Colômbia)13 de abril de 2013 | Roterista de telenovela ou série favorito               | Arleth Castillo                     | Indicado  | [ 13 ] [ 14 ] |

### Premios Clic Caracol
| Ano  | Categoria             | Nominado                                | Resultado |
| ---- | --------------------- | --------------------------------------- | --------- |
| 2013 | Melhor Atriz          | Taliana Vargas                          | Indicado  |
| 2013 | Melhor Ator           | Alejandro Palácio                       | Indicado  |
| 2013 | Melhor Briga          | Rafa briga com Teto Tello               | Indicado  |
| 2013 | Melhor Exclusivo Site | Detalhes do acidente de Rafael e Silvia | Indicado  |
| 2013 | Melhor Beijo          | Beijo de Clara e Rafa                   | Indicado  |